# خانواده آرام
خانواده آرام (کره‌ای: 조용한 가족; لاتین‌نویسی اصلاح‌شده: Joyonghan Gajok) یک فیلم سینمایی ترسناک و کمدی سیاه کره‌ای محصول سال ۱۹۹۸ به کارگردانی کیم جی-وون است. از جمله بازیگران اصلی فیلم می‌توان به چوی مین شیک و سونگ کانگ هو اشاره کرد.
این فیلم به زبان ژاپنی با عنوان خوشبختی کاتاکوری‌ها توسط تاکاشی میکه، در تامیل هندی با عنوان «یامیروکاکا بایامی»، در کانادا با نام «نامو بووتاتما» و به زبان تلوگو به عنوان «بعدی نووو» بازسازی شد.

## داستان
خانواده‌ای تصمیم می‌گیرد یک مسافرخانه در پیست اسکی در منطقه‌ای دورافتاده راه اندازی کند. اولین مهمان آنها دست به خودکشی زده و آنها برای جلوگیری از جلوه بد در میان مهمانانشان جسد را دفن می‌کنند. اما جسد آشکار شده و…